# Ameprod TVG-10
Das Ameprod Television Game 10 (kurz Ameprod TVG-10) ist eine Spielkonsole, die vermutlich von 1978 bis 1984 von Elwro in Polen produziert und vertrieben wurde. Das Gerät basiert auf dem elektronischen Schaltkreis AY-3-8500, der aus dem westlichen Ausland importiert werden musste. Es können mit der Konsole insgesamt sechs verschiedene Spiele ausgeführt werden, wobei zwei davon eine Lichtpistole voraussetzen.

## Geschichte
Nach dem Aufkommen des AY-3-8500 ("Pong on a chip") im Nichtsozialistischen Wirtschaftsgebiet im Jahre 1976 gab es auch in Polen Überlegungen, ein solches Konsumgut herzustellen. Erste Versuche unternahm die Firma Unimor in den 1970er-Jahren. Man stellte zwei verschiedene Prototypen her, das Tele-Set GTV-881 von Unimor und das GEM-1 von Elzab. Von diesen gelangte jedoch nur einer zur Marktreife und wurde in sehr geringer Stückzahl (weniger als 1.000) produziert. Einige Elektronikzeitschriften veröffentlichten außerdem Baupläne, damit der Leser seine eigene Pong-Konsole bauen konnte. Diese basierten allesamt auf Logikbausteinen. Man bezog in Polen den AY-3-8500 von General Instrument später schließlich legal über die Bundesrepublik Deutschland, um das TVG-10 zu bauen. Elwro nahm die Produktion des TVG-10 im Jahre 1979 auf, die Konsole war ab 1980 in den Radio- und Fernsehabteilungen erhältlich. In der Konsole sind dank des AY-3-8500-Chips sechs festeingebaute Spiele (Pong, Soccer, Squash, Practice und 2 Schießspiele) vorinstalliert. Das Gerät war allerdings für den Privatkunden sehr teuer und es wurden in den ersten 3 Jahren nur etwa 10.000 Einheiten verkauft. Bereits 1981 übernahm PPZ Ameprod die Produktion. Mit dieser Rechtsform war es möglich, größere Mengen der Chips zu besseren Bedingungen zu erhalten, was die Steigerung der Produktionszahlen ermöglichte. Insgesamt wurden in etwa 100.000 Einheiten des TVG-10 hergestellt und verkauft.
Die Produktion des Systems endete im Jahr 1984.

## Technische Daten

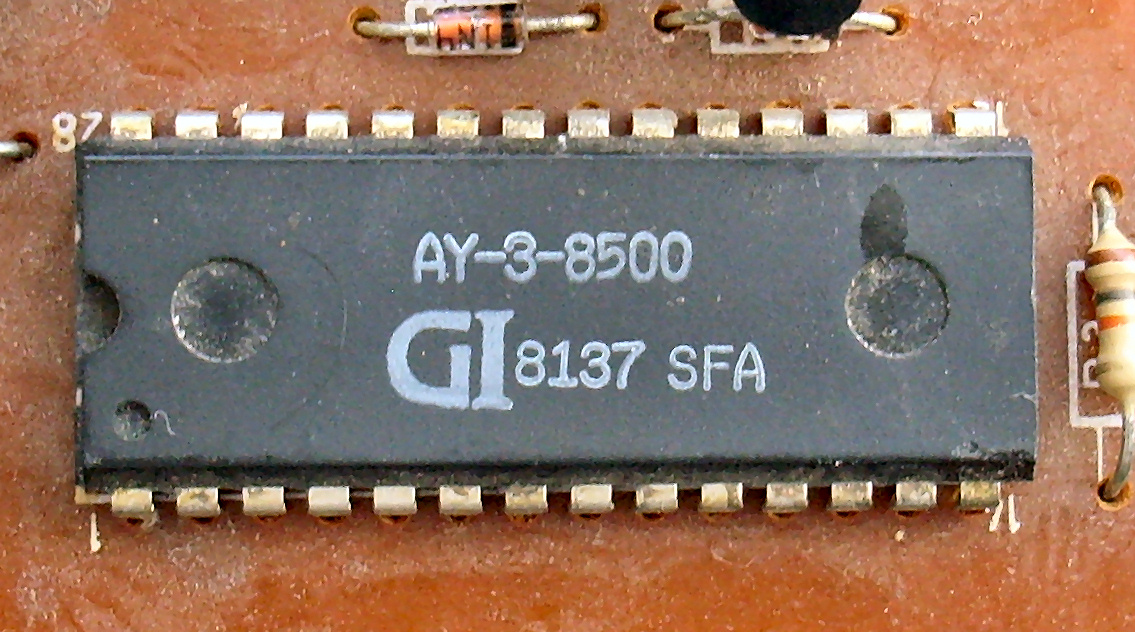
Der AY-3-8500-Pong-Schaltkreis von General Instrument

- Chip: AY-3-8500 (Pong on a chip) von General Instrument
- Maße (H × B × T): ca. 3 cm × ca. 47 cm × ca. 15 cm
- Gewicht: ca. 2 kg
- Betriebsspannung: 220 Volt
- Datei: monochrom, 50 Hz
- Leistungsaufnahme: 4 Watt